# 名刺ゲーム
『名刺ゲーム』（めいしゲーム）は、鈴木おさむの長編サスペンス小説である。
2017年11月12日には扶桑社文庫版が刊行された。
2017年12月2日からWOWOWでテレビドラマ化された。

## 書籍情報
- 単行本：扶桑社、2014年10月28日 ISBN 978-4-594-07115-8
- 文庫本：扶桑社文庫、2017年11月12日 ISBN 978-4-594-07792-1

## テレビドラマ
2017年12月2日から12月23日まで、WOWOW連続ドラマWの「土曜オリジナルドラマ」で放送された。全4回。主演は堤真一。

### キャスト

#### 主要人物
- 神田達也 - 堤真一：番組を作りたいという長年の思いがかなって制作に移動したが、担当番組が次々に潰れる疫病神ADに。しかし、ミステリースパイで起死回生のヒットを飛ばし、数字の取れるDとなり、次第に増長していく。
- 謎の男X - 岡田将生：神田達也を監禁し、彼に名刺ゲームを強制する謎の男。

#### 神田家
- 神田美奈 - 大友花恋：達也の娘。謎の男Xに拉致され、達也が名刺ゲーム参加を拒否すると殺害されてしまう。
- 神田由美 - 霧島れいか

#### “名刺ゲーム”参加者
- 大木真琴（A子） - 河井青葉：名刺ゲームの最初の出題者。自分が神田に渡した名刺を時間内に神田が見つけ出せてしまうと殺害される。ミステリースパイに以前にロケ弁を納入していた業者の社長。
- 松永累（B太） - 落合モトキ：二番目の出題者。片山の番組製作会社のアシスタント。
- 山本司（C子）- 夏菜：三番目の出題者。大原マイカのマネージャー。マイカを親身になって面倒を見ているが、本人も可愛くスタッフ受けが良いためマイカに嫉妬されてしまいギクシャクする。

#### ミステリースパイ
- 大原マイカ - 柳ゆり菜：売れないグラドルで、ミステリースパイの崖っぷちタレント挑戦企画でボノボの正常位撮影に成功して生き残る。その後、神田と関係を持つようになる。
- 片山章二 - 田口トモロヲ：元TV局員だが、局内のどろどろに嫌気がさして番組製作会社を作って独立。崖っぷち状態の神田の三顧の礼を受けてミステリースパイを引き受ける。
- 峰田きよし - 堀部圭亮：ミステリースパイの司会者。
- 足達 - 梶原善：ミステリースパイのAD。神田の提灯持ちなだけでなく、親族のお弁当会社を使わせるなど癒着している。

#### ゲスト

##### 第1話
- 上田遥
- 重松 - 渋谷謙人
- 大木 - 須藤公一
- 西野未姫 - 本人
- 片岡沙耶 - アイリ
- 田坂恵理 - 遠藤留奈

##### 第2話
- 飯伏幸太 - 本人
- 木下ほうか - 本人（第3話）
- 都丸紗也華 - 本人（第3話）
- 杉山裕之 - 本人（第3話）

##### 第3話
- ソフィー - 最上もが
- イジリー岡田 - 本人
- ゆってぃ - 本人

##### 第4話
- 大塚ヒロタ - 本人

### スタッフ
- 監督 - 木村ひさし、瀧悠輔
- プロデューサー - 加納貴治、山本晃久
- 脚本 - 渡部亮平
- 音楽 - フジモトヨシタカ

### 放送日程
| WOWOW 土曜オリジナルドラマ 連続ドラマW    | WOWOW 土曜オリジナルドラマ 連続ドラマW | WOWOW 土曜オリジナルドラマ 連続ドラマW |
| 前番組                                    | 番組名                                 | 次番組                                 |
| ----------------------------------------- | -------------------------------------- | -------------------------------------- |
| 東野圭吾「片想い」 （2017.10.21 - 11.25） | 名刺ゲーム (2017.12.2 - 12.23)         | 春が来た （2018.1.13 - 2.10）          |